# Göttin von Eleusis
Göttin von Eleusis na wschodzie Warszawy – loża symboliczna, otwarta w 15 października 1780 roku przez wielką lożę wolnomularską Katarzyny pod Gwiazdą Północną, za aprobatą wielkiej loży Royal York. Uzależniona od Wielkiego Wschodu Narodowego Polskiego. Pracowała w języku niemieckim. Wskrzeszona w 1809 roku, 24 sierpnia 1816 roku otworzyła w Warszawie lożę Astreę. Pracowała do kasaty w 1821 roku.